# Dryops arizonensis
Dryops arizonensis is een keversoort uit de familie ruighaarkevers (Dryopidae). De wetenschappelijke naam van de soort werd in 1905 gepubliceerd door Schaeffer.